# Simfonia núm. 1 (Schumann)
La Simfonia núm. 1 en si♭major, op. 38, també coneguda com la Simfonia Primavera, és la primera obra simfònica completada composta per Robert Schumann. Es va estrenar el 31 de març de 1841 a Leipzig dirigida per Felix Mendelssohn.

## Origen i context
Encara que havia fet alguns "intents simfònics" a la tardor de 1840 poc després de casar-se amb Clara Wieck, no va compondre la primera simfonia fins a principis de 1841. Fins aleshores, Schumann era conegut principalment per les seves obres per a piano i veu. Clara el va animar a escriure música simfònica, anotant en el seu diari: "seria millor que compongués per a orquestra; la seva imaginació no troba prou espai en el piano... Totes les seves composicions tenen un caràcter orquestral... El meu major desig és que compongui per a orquestra—és el seu terreny! Que aconsegueixi portar-lo cap aquí!"
Schumann va dibuixar la simfonia en quatre dies del 23 al 26 de gener i va completar l'⁣orquestració el 20 de febrer. L'estrena va tenir lloc sota la batuta de Felix Mendelssohn el 31 de març de 1841 a Leipzig, on la simfonia va ser ben rebuda. Segons el diari de Clara, el títol "Simfonia primavera" li va ser atorgat a causa del poema Frühlingsgedicht d'⁣Adolf Böttger. L'obertura de la simfonia s'ha associat tradicionalment amb les línies de tancament del poema de Böttger, "O wende, wende deinen Lauf/Im Thale blüht der Frühling auf! "("O, gira, gira i canvia de rumb/A la vall, la primavera floreix!"). Aquesta interpretació ha estat qüestionada, i s'ha suggerit com a font alternativa el crit d'un vigilant nocturn de Leipzig.

En una carta a Wilhelm Taubert, Schumann va escriure:
Podries respirar una mica de l'anhel de primavera a la teva orquestra mentre toquen? Això era el que més em pensava quan vaig escriure [la simfonia] el gener de 1841. M'agradaria que la primera entrada de la trompeta sonés com si vingués de dalt, com una crida al despertar. Més endavant, a la introducció, m'agradaria que la música suggerís que el món es torna verd, potser amb una papallona flotant a l'aire, i després, a l'Allegro, mostra com tot el que té a veure amb la primavera està prenent vida... Aquestes, però, són idees que em van venir al cap només després d'haver acabat la peça.

## Estructura
La simfonia està escrita per a dues flautes, dos oboès, dos clarinets, dos fagots, quatre trompes, dues trompetes, tres trombons, timbales, triangle i cordes. Schumann va ampliar especialment l'ús de les timbales a la simfonia, utilitzant la tonalitat inusual de si♭, sol♭ i fa en el primer moviment, i re, la i fa en el tercer, a proposta del cosí de Schumann, Ernst Pfundt. Va ser la primera gran obra orquestral del seu estil que va requerir tres timbales. Schumann va fer algunes revisions fins que es va publicar la partitura definitiva de la simfonia el 1853. El temps de reproducció de la simfonia és d'uns 29-31 minuts, depenent de la interpretació.

La simfonia té quatre moviments:
1. Andante un poco maestoso – Allegro molto vivace (si bemoll major)
2. Larghetto ([[mi bemoll major|]])

No hi ha pausa entre el segon i el tercer moviment, ja que el final del moviment anterior acaba en la tonalitat de re major en lloc de mi bemoll major, creant així una transició cap al següent moviment.
3. Scherzo: Molto vivace (re menor) – Trio I: Molto piu vivace (re major) – Trio II (si bemoll major
) – Coda: Come sopra ma un poco più lento – Quasi presto – Meno presto (re major)
4. Allegro animato e grazioso (si bemoll major
)

Originalment, cada moviment tenia el seu propi títol: el primer moviment es deia "L'inici de la primavera", el segon "Vespre", el tercer "Companys alegres" i l'últim "Primavera en plena floració". Tanmateix, Schumann va retirar aquests títols abans de la publicació. El compositor va descriure el primer moviment com una "crida al despertar" i "la passió primaveral que impulsa els homes fins a una edat molt avançada, sorprenent-los cada any". Un estudiós va escriure que "Si això fa que sigui una mena de Judici Final, aleshores la resta de la simfonia és un Jardí de les Delícies Celestials." El primer trio del tercer moviment cita motius del primer moviment. L'últim moviment de la simfonia utilitza també el tema final de Kreisleriana, i per això recorda la inspiració romàntica i fantàstica de les composicions per a piano del compositor.

## Discografia seleccionada
- Berliner Philharmoniker – Rafael Kubelík. Deutsche Grammophon, 1963.
- Filharmònica de Berlín – Herbert von Karajan. Deutsche Grammophon, 1972.
- Orquestra de Cleveland – George Szell. CBS Records International, 1972.
- Staatskapelle Dresden – Wolfgang Sawallisch. La veu del seu mestre, 1973.
- Filharmònica de Viena – Leonard Bernstein. Deutsche Grammophon, 1985-1986.
- Orchestre Révolutionnaire et Romantique – Sir John Eliot Gardiner. Arxiu, 1998.